# Набуті вади серця
Набуті вади серця — порушення серцевої діяльності, зумовлене морфологічними або функціональними змінами у клапанному апараті.

## Етіологія та патогенез
Ураження клапанів серця проявляється їхньою нездатністю до повного розкриття, що призводить до стенозу відповідного отвору та/або до неповного змикання клапанів, що призводить до їхньої недостатності. Можуть уражатися один або декілька клапанів, спричинюючи розвиток складних вад, що особливо характерно для ревматизму.
Стеноз та комбінована вада завжди є наслідком ревматизму, недостатність — також наслідок ревматизму, рідше — бактеріального ендокардиту, сифілісу, атеросклерозу, травми серця.
Стеноз розвивається внаслідок рубцевого зрощення стулок клапана, а також рубцевої ригідності стулок та підклапанних структур.
Недостатність є наслідком руйнування, пошкодження або рубцевої деформації клапанів.
Уражені клапани створюють перешкоди току крові у серце — анатомічні при стенозі, динамічні — при недостатності, коли частина крові, проходячи через отвір з ураженими клапанами, у наступну фазу серцевого циклу повертається назад.
Значна недостатність клапана ускладнюється відносним стенозом за рахунок збільшення об'єму крові, коли до ефективного об'єму додається зайвий, який здійснює маятникові рухи з обох сторін ураженого клапана. Утруднення проходження крові ведуть до перевантаження, тоногенної, а потім міогенної дилатації, гіпертрофії. Перевантаження серця та дистрофія гіпертрофованого міокарда сприяє розвитку гострої серцевої недостатності: ліво-, правошлуночкової та тотальної.
Разом з цим в хворих може виникнути миготлива аритмія, емболії у органи великого кола кровообігу, інфаркт легені та інфарктна пневмонія, кулястий тромб у передсерді.

## Класифікація
Розрізняють:
- Недостатність мітрального клапана
- Стеноз лівого венозного отвору (мітральний стеноз)
- Недостатність аортального клапана
- Стеноз аортального клапана / гирла аорти
- Недостатність тристулкового клапана
- Комбіновану мітрально-аортальну ваду
- Мітрально-трикуспідальну ваду
- Поєднання мітрального стенозу із недостатністю двостулкового клапана

### Недостатність мітрального клапана
Недостатність мітрального клапана — вада, при якій під час скорочення лівого шлуночка частина крові повертається до лівого передсердя внаслідок неповного закриття мітрального отвору. НМК може бути відносною: при цьому клапани не змінені, але через розширення лівого шлуночка та передсердно-шлуночкового отвору стулки мітрального клапана повністю не змикаються. Органічна НМК спостерігається зазвичай у поєднанні із деяким звуженням мітрального отвору та часто відбувається при ревматичному ендокардиті.

#### Клінічні прояви
Хворі можуть скаржитися на задишку при фізичному напруженні, серцебиття, слабкість, пов'язана із серцевою недостатністю. Відмічають збільшення серця вгору та вліво, що виявляється при рентгеноскопії. У першому скісному положенні стравохід відхиляється за дугою великого радіуса (10 см) через збільшення лівого передсердя. Важливий прояв
```
НМК
 
— 
систолічний шум
 на верхівці з проведенням частіше у ліву пахвову ділянку. І тон послаблений, II тон на легеневій артерії підсилений. При зростанні застійних явищ у малому колі кровообігу пізніше виявляється й збільшення правого шлуночка, а потім й ознаки його недостатності із застоєм у великому колі кровообігу. На ЕКГ відмічають ознаки збільшення лівого шлуночка та зміну зубця Р (розширення, зазубленість) внаслідок ураження лівого передсердя, пізніше приєднуються ознаки збільшення правого шлуночка.
```

Систолічний шум на верхівці часто буває зумовлений функціональними змінами у серці та зустрічається у 1/3 здорових дітей та підлітків, дещо рідше у дорослих. При цьому виникають труднощі при диференційній діагностиці з НМК. Діагноз вади не викликає сумнівів за наявності ознак хоча б незначного мітрального стенозу.

#### Лікування
Терапія активного ревмокардиту при появі серцевої недостатності — призначення серцевих глікозидів та діуретиків. При вираженій ваді можливе протезування мітрального клапана.

### Мітральний стеноз
Мітральний стеноз — звуження лівого передсердно-шлуночкового отвору із утрудненням та зменшенням надходження крові у лівий шлуночок з лівого передсердя. Ця вада, як правило, зумовлюється ревматизмом. У результаті збільшення тиску в лівому передсерді, збільшується тиск у правому шлуночку, надалі в легеневих артеріях і, в цілому, в малому колі кровообігу. Через високий тиск у лівому передсерді міокард лівого передсердя гіпертрофується. Відбувається підвищена робота передсердя, при прогресуванні гіпертрофуються і стінки правого шлуночка. Зрештою збільшується тиск к легеневих артеріях і в легенях.

#### Клінічні прояви
Характерні скарги на задишку при відносно невеликому навантаженні, кашель, кровохаркання. Іноді достатньо виражений мітральний стеноз тривалий час перебігає без скарг. У хворих часто виявляється ціанотично-рожеве забарвлення щік (мітральний рум'янець). У легенях відмічаються ознаки застою: вологі хрипи у нижніх відділах. Характерна схильність до нападів серцевої астми та навіть набряку легені. Відмічають збільшення та гіпертрофію правого шлуночка з появою пульсації у підвилочковій ділянці, зміщенням границі серця вправо, а також збільшення лівого передсердя зі зміщенням верхньої границі до II ребра. У типових випадках на верхівці серця вислуховується пресистолічний шум, а часто і протодіастолічний шум, гучний I тон та додатковий тон, який слідує безпосередньо за II тоном (тон відкриття мітрального клапана). Наявність додаткового тону зумовлює своєрідний тричленний ритм («ритм перепела»). На ЕКГ є ознаки гіпертрофії правого шлуночка та збільшення лівого передсердя (збільшений та поширений зубець Р 1-2). Мітральний стеноз є однією з найважливіших причин розвитку миготливої аритмії. При вираженій легеневій гіпертензії у хворих розвивається застій у великому колі кровообігу.

#### Лікування
При вираженому мітральному стенозі проводиться комісуротомія, а при поєднанні його із мітральною недостатністю — протезування мітрального клапана.

### Недостатність аортального клапана
Недостатність аортального клапана — вада, при якій у період діастоли відсутнє повне змикання аортальних клапанів, в результаті чого частина крові, викинутої в аорту, повертається назад у лівий шлуночок. Вада може бути зумовлена ревматизмом, тривалим септичним ендокардитом, сифілісом, атеросклерозом.

#### Клінічні прояви
Хвороба може тривалий час перебігати без скарг. Нерідко з'являється біль у серці різного характеру, іноді тривалі, особливо при навантаженні. Відмічаються серцебиття, пульсація у ділянці шиї, пізніше задишка. Характерні блідість, пульсація артерії шиї. Лівий шлуночок значно гіпертрофується та збільшується. Це проявляється зміщенням товчка верхівки вліво та вниз у шосте-сьоме міжребер'я, його значним посиленням. При рентгенологічному дослідженні серце набуває аортальну конфігурацію зі збільшенням лівого шлуночка та вираженою талією. Найтиповіший прояв діастолічного шуму у третьому-четвертому міжребер'ї зліва від грудини, а також у другому міжребер'ї справа від груднини (точка аорти). Над аортою може вислуховуватися також функціональний систолічний шум. Пульсовий тиск збільшений, діастолічний тиск може бути нульовим, а систолічний зазвичай швидко підвищується. У зв'язку з цим пульс швидкий, частий, високий. На ЕКГ виявляються ознаки гіпертрофії лівого шлуночка. У пізній стадії вади розширення лівого шлуночка призводить до розвитку відносної недостатності мітрального клапана, застою крові в легенях із задишкою, яка наростає. При сифілітичній ваді діастолічний шум більш чітко вислуховується у другому та першому міжребер'ї справа від груднини, часто є стенокардичний біль у серці, одночасно спостерігаються зміни висхідної аорти при рентгенологічному дослідженні.

#### Лікування
Першочергово проводиться лікування серцевої недостатності. Слід надавати увагу сечогінним засобам. При вираженій ваді можливе радикальне усунення вади — протезування аортального клапана.

### Стеноз аортального клапана
Стеноз аортального клапана (стеноз гирла аорти) — вада, при якій внаслідок звуження аортального отвору утруднюється викид крові з лівого шлуночка. Вада має ревматичне походження. Розвивається перш за все гіпертрофія лівого шлуночка. Перебіг хвороби залежиться від ступеня стенозу.

#### Клінічні прояви
Після деякого періоду сприятливого перебігу у хворих з'являється біль у ділянці серця, запаморочення, задишка та серцебиття. При огляді визначають збільшення серця вліво зі зміщенням штовхання верхівки назовні та вниз. Дані інструментального дослідження підтверджують збільшення та гіпертрофію лівого шлуночка. Найхарактерніший грубий систолічний шум, який вислуховується у другому міжребер'ї вправо від груднини. Шум проводиться на судини шиї, іноді по всій грудній клітці. Часто має місце систолічне дрижання над аортою. Пульс малий та повільний, пульсовий тиск зменшений. Ця вада часто поєднується з недостатністю аортального клапана. Перебіг вади може ускладнитися приєднанням стенокардії внаслідок недостатності коронарного кровопостачання зі зменшенням викиду крові в аорту. Прогноз різко погіршується при приєднанні серцевої недостатності з порушенням кровообігу по лівошлуночковому типу із задишкою, серцевою астмою.

#### Лікування
Лікування серцевої недостатності та ревмокардиту проводять за загальними правилами. При вираженому аортальному стенозі проводиться операція.

### Недостатність тристулкового клапана
Недостатність тристулкового клапана — вада, при якій у період скорочення правого шлуночка частина крові повертається у праве передсердя внаслідок неповного закриття передсердньо-шлуночкового отвору склерозованими стулками клапана. Ця вада зустрічається зазвичай у поєднанні з мітральною або аортальною вадою. При цьому нерідко зустрічається відносна недостатність тристулкового клапана через розтягнення передсердньо-шлуночкового отвору внаслідок розширення правого шлуночка.

#### Клінічні прояви
При огляді виявляють розширення шийних вен з їхньою пульсацією, синхронною із пульсацією артерій. Права границя серця зміщена вправо за рахунок збільшення правих відділів. Характерна аускультативна ознака — тривалий систолічний шум біля основи груднини. У хворих рано розвивається серцева недостатність із застійними явищами у великому колі кровообігу: збільшення печінки, набряки, асцит, підвищення венозного тиску. Може бути пульсація печінки.

#### Лікування
У першу чергу необхідне проведення терапії серцевої недостатності.

### Комбінована мітрально-аортальна вада
Характеризується ураженням двох клапанів, часто з переважним стенозом або недостатністю одного з них. Найчастіше є поєднання мітральної вади з переважанням стенозу отвору з недостатністю клапана аорти. При цьому разом з ознаками мітрального стенозу відмічається діастолічний шум, однак він не менш інтенсивний, аніж при ізольованій недостатності клапана аорти. При поєднанні мітрального стенозу з аортальним стенозом ознаки останнього виражені помірніше через зниження наповнення лівого шлуночка. При вираженій недостатності клапана аорти діагностика мітрального стенозу може ускладнюватись, тому що пресистолічний шум на верхівці спостерігається й при ізольованій аортальній недостатності (шум Флінта). Діагностичне значення при цьому набуває визначення тону відкриття мітрального клапана та рентгенологічні ознаки мітрального стенозу.

### Мітрально-трикуспідальна вада
Про багатоклапанне ураження слід думати при тривалому активному перебігу ревмокардиту.

### Поєднання мітрального стенозу із недостатністю двостулкового клапана
Це найпоширеніша вада серця. Завжди потрібне уточнення про наявність переважання тієї чи іншої вади. При переважанні стенозу зазвичай зберігається хлопаючий І тон, при переважанні недостатності він послаблюється. За цієї вади може збільшуватися як лівий шлуночок за рахунок недостатності клапана, так і правий, що більш властиво мітральному стенозу. Вислуховуються зазвичай як систолічний, так і діастолічний шуми. Уточненню діагностики допомагає ретельне рентгенівське дослідження, ехокардіографія. Таким хворим показані кардіоангіографія та зондування серця.

## Лікування парапротезувальних ускладнень
Вада може бути усунена тільки хірургічним шляхом. Консервативна терапія полягає у:
- профілактиці та лікуванні рецидиву основного процесу та ускладнень,
- лікуванні та попередженні недостатності кровообігу (серцеві глікозиди), порушень серцевого ритму (протиаритмічні засоби), ІХС.

### Лікування парапротезувальних ускладнень
У четвертої частини пацієнтів після протезування клапанного апарату серця виникає синдром Скуміна. Проявляється він нав'язливими сумнівами у надійності імплантатів, невиправданим страхом їх поломки, стійким негативним відношенням до фізичних та психоемоційних навантажень, специфічним розладом сну, почуттям тривоги, розгубленості, депресивним фоном настрою.
Описав цю хворобу у 1978 році науковець Віктор Андрійович Скумін під назвою «кардіопротезного психопатологічного синдрому». Згодом синдром дістав ім'я автора — рос. синдром Скумина, англ. Skumin syndrome, синдром Скуміна.